# Pseudopaludicola mystacalis
Espèce
Synonymes
- Paludicola mysticalis Cope, 1887

Statut de conservation UICN

 LC  : Préoccupation mineure
Pseudopaludicola mystacalis est une espèce d'amphibiens de la famille des Leptodactylidae.

## Répartition
Cette espèce se rencontre jusqu'à 1 000 m d'altitude :
- en Argentine dans les provinces de Corrientes, de Misiones, d'Entre Ríos et de Santa Fe ;

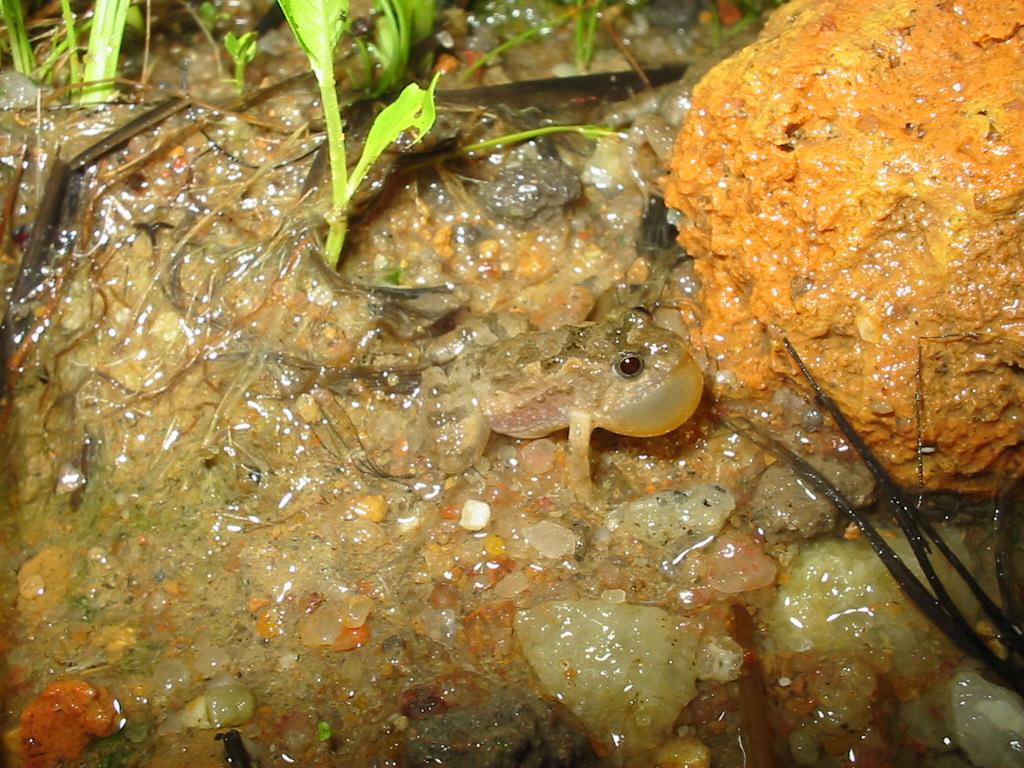
Pseudopaludicola mystacalis

- dans l'est de la Bolivie ;
- dans la moitié Sud du Brésil ;
- au Paraguay.

## Publication originale
- Cope, 1887 : Synopsis of the batrachia and reptilia obtained by H. H. Smith, in the province of Mato Grosso, Brazil. Proceedings of the American Philosophical Society, vol. 24, p. 44-60 (texte intégral).